# أتوك الفريد (رواية)
أتوك الفريد (بالإنجليزية: The Incomparable Atuk)‏ هي رواية ساخرة للكاتب الكندي مردخاي ريشلر، نشرت عام 1963، لأول مرة عن دار نشر ماكليلاند آند ستيوارت. 

## روابط خارجية
- أتوك الفريد (رواية) على موقع الموسوعة البريطانية (الإنجليزية)